# Вишњевача
Вишњевача је традиционално алкохолно пиће, воћни ликер, који се припрема на простору Балкана.

## Вишња
Вишња потиче из сјеверних крајева Индије и Ирана.
Вишња (Prunus) је коштичава воћка из фамилије Rosaceae (руже).
Плодови се претежно  користе за разне видове прераде: сок, џем, мармелада, компот, воћни јогурт, колачи, пите, чоколадне бомбоне, ликер, ракија.
Плодови су киселкастог укуса и веома су богати садржајем биљних боја.
Мале је енергетске вриједности, али има велику хранљиву вриједност.
Вишња има љековита својства. Помаже код несанице, јер садржи мелатонин,дјелује антиканцерогено јер садржи флавоноид кверцетин, дјелује противупално итд.

## Припрема
Прави се од домаће комовице или неке друге ракије. Начин припреме састоји се у томе да се у посуду ставља ред вишања, ред шећера,те да се на крају прелије ракијом. Тако припремљена смјеса држи се четрдесет дана, повремено промијеша, проциједи и излије у флаше.
У вишњевачу се често додају црно вино или рум.